# 民青学連事件
民青学連事件（みんせいがくれんじけん）は、1974年4月に大韓民国維新政権が発した緊急措置により、全国民主青年学生総連盟（전국민주청년학생총연맹、略称：民青学連；민청학련）の構成員を中心とする180名が、大韓民国中央情報部（KCIA）によって拘束され、非常軍法会議に起訴された事件。
2004年11月2日、大韓民国国家情報院の「過去の事件の真実究明を通じた発展委員会」（呉忠一委員長）が真相究明の調査を開始。2005年12月7日に「民青学連事件は朴正熙大統領の指示によって捏造されたもの」とする調査結果を公表した。

## 概要
1972年に発足した朴正煕大統領による維新体制は、1973年8月に日本の東京で発生した金大中事件の影響として、事件から大きな刺激を受けた反維新体制の国内世論に直面した。同年10月、まずはソウル大学文・理系大生の維新反対デモをきっかけとし、全国的に反独裁・反体制運動が波及・拡散していった。それに引き続き、同年12月には張俊河、白基琓（백기완）など在野人士30名余りを中心に『改憲請願100万人署名運動』が展開された。
さらに1974年1月には、李熙昇など文人61名の『改憲署名支持宣言』などが起こり、知識人、宗教人、野党人士達が民主憲政回復と民主共和党政府の人権弾圧を糾弾する本格的な改憲署名運動を行なった。その為、朴正熙は同年1月8日に「緊急措置1、2号」を公布し、一切の改憲論議を禁止すると共に非常軍法会議を設置した。
しかし、緊急措置公布後も、学生達による地下新聞の發行や同盟による休学といった地下活動、及びに知識人・宗教界による時局宣言文の採択などにより、秘密改憲署名運動は継続され続けた。その為、1974年4月3日に朴正熙は「緊急措置4号」を宣布し、民青学連と関連する集団行動などの活動を一切禁止するとともに、民青学連が「不順勢力」（韓国の国家秩序に順じない勢力）の操縦を受けていると発表した。同年4月25日、大韓民国中央情報部（KCIA）は民青学連事件についての捜査状況を発表した。KCIAの発表によれば、民青学連の主動者達は、「4段階革命」を通じて労働者・農民による政府を韓国に打ち立てることを目標とし、過渡期的な統治機構として「民族指導部」を結成する計画を立てていた、とされる。また、KCIAは同時に、韓国政府を転覆しようと考えていた民青学連が、反政府運動の背後で朝鮮総連、人民革命党（人革党）関係者及びに日本共産党と結託していたとも主張した。
最終的に、この事件に関連する学生を含め、総計1024名が調査を受け、その中の180名が軍法会議に起訴された。なお、KCIAによる一連の関係者摘発行為のうち、特に人革党関係者23名の摘発については、人革党再建委員会事件としても知られている（詳細は関連項目参照）。民青学連関連者に対する初公判は1974年6月5日に開始され、李哲、金芝河らは死刑が一旦宣告された後、無期懲役へと減刑された。しかし、人革党関係者は23名中8名が実際に死刑に処され、民青学連の主謀者級関係者は無期懲役、他の被疑者達も懲役15～20年の重刑に処された。
また、尹潽善前大統領、池学淳主教、朴炯圭牧師、金東吉教授、金燦國教授なども民青学連の背後支援の嫌疑で全員が有罪判決を受け、同事件を取材していて逮捕されたジャーナリストの太刀川正樹と通訳を務めたソウル大学大学院生の早川嘉春(のちフェリス女学院大学教授)も、内乱扇動罪などで懲役20年の重刑に処された。日本人関係者の逮捕・裁判は一時日韓両国の外交問題となったが、最終的には1975年2月15日の大統領特別措置により、人革党関連者など一部を除外した大部分の刑執行が停止され、釈放された。
2010年1月27日、太刀川正樹に対する同事件の再審公判がソウル中央地方裁判所で行われ、裁判所は無罪判決を言い渡した。更に2013年1月には金芝河にも無罪判決が言い渡された。